# Carex wakatipu
Espèce
Classification phylogénétique
Carex wakatipu est une espèce des plantes du genre Carex et de la famille des Cyperaceae.